# Manchester (New Hampshire)
Manchester je největší město amerického státu New Hampshire a desáté největší město Nové Anglie. Protéká jím řeka Merrimack, která jej rozděluje na východní a západní část. Žije zde asi 110 tisíc obyvatel.

## Demografie
Podle sčítání lidu z roku 2010 zde žilo 109 565 obyvatel.

### Rasové složení
- 86,1% Bílí Američané
- 4,1% Afroameričané
- 0,3% Američtí indiáni
- 3,7% Asijští Američané
- 0,1% Pacifičtí ostrované
- 3,1% Jiná rasa
- 2,7% Dvě nebo více ras

Obyvatelé hispánského nebo latinskoamerického původu, bez ohledu na rasu, tvořili 8,1% populace.

## Osobnosti
- Matt Czuchry (* 1977) – americký herec